# Годы риса и соли
Годы риса и соли (англ. The Years of Rice and Salt) — роман в жанре альтернативной истории американского фантаста Кима Стэнли Робинсона, опубликованный в 2002 году. Книга моделирует ситуацию, как бы изменился мир, если бы Чёрная смерть уничтожила не треть населения Европы, а 99 %. Разделённый на десять частей сюжет охватывает несколько веков и различные географические локации, связующим звеном является группа персонажей, реинкарнирующие в каждый временной период (читатель может определить их по первой букве имени, повторяющейся каждый раз).
Роман раскрывает темы истории, религии и общественных движений. Историческая основа более ориентируется на социальную историю, чем на военную и политическую. Литературные критики отмечали продуманность и реалистичность произведения, богатого деталями. До этого Робисон опубликовал несколько научно-фантастических романов и рассказов, получившие несколько премий Локус, Небула и Хьюго. В 2003 году Годы риса и соли получили Премию Локус за лучший научно-фантастический роман и стали номинантом премии Артура Кларка, премии Хьюго за лучший роман и премии Британской ассоциации научной фантастики.
История разделена на десять книг.